# Aurélia Steiner (film)

Aurélia Steiner est une série de deux courts-métrages réalisés en 1979 par Marguerite Duras : Aurelia Steiner (Melbourne) d'une durée de 27 minutes et Aurélia Steiner (Vancouver) d'une durée de 48 minutes.
La caméra descend la Seine de Paris jusqu'à Boulogne-Billancourt à la nuit tombante sur une embarcation que l'on ne voit pas ; elle s'attarde sur les arches et les piles des ponts, les passants arrêtés, les jeux d'ombres sur l'eau.
Marguerite Duras lit en voix off un de ses textes : une lettre d'Aurélia Steiner, une des figures récurrentes des romans de Duras, écrite à 18 ans à Melbourne. La jeune fille évoque à travers une scène intime - un fleuve qui passe, un chat famélique qui miaule puis meurt etc. - la recherche d'une communion avec une autre personne jamais nommée, étrangère ou inconnue et pourtant intensément aimée.